# Dickson (Oklahoma)
Dickson è un comune degli Stati Uniti d'America, situato nello Stato dell'Oklahoma, nella contea di Carter.